# John F. Kinney

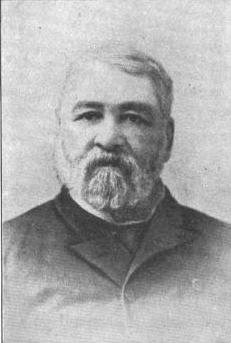
John F. Kinney

John Fitch Kinney (* 2. April 1816 in New Haven, Oswego County, New York; † 16. August 1902 in Salt Lake City, Utah) war ein US-amerikanischer Jurist und Politiker. Zwischen 1863 und 1865 vertrat er das Utah-Territorium als Delegierter im US-Repräsentantenhaus.

## Frühe Jahre und Aufstieg
Nach der Grundschule studierte John Kinney Jura und wurde im Jahr 1837 als Rechtsanwalt zugelassen. Daraufhin begann er in Marysville in seinem neuen Beruf zu arbeiten. Im Jahr 1839 zog er nach Mount Vernon, ebenfalls in Ohio, und im Jahr 1844 in das Lee County in Iowa. Von 1845 bis 1846 war er Sekretär im territorialen Regierungsrat des Iowa-Territoriums. Danach fungierte er bis 1847 als Staatsanwalt im Lee County. Zwischen 1847 und 1854 war er Richter am Obersten Gerichtshof von Iowa.

## Politische Laufbahn
John Kinney war Mitglied der Demokratischen Partei. Im Jahr 1854 wurde er von Präsident Franklin Pierce zum Vorsitzenden Richter (Chief Justice) am Obersten Gerichtshof im Utah-Territorium ernannt. Dieses Amt übte er bis 1857 aus. Von 1857 bis 1860 arbeitete er als Rechtsanwalt in Nebraska City. Im Juni 1860 wurde er von Präsident James Buchanan wieder zum Obersten Richter im Utah-Territorium bestellt. Dieses Amt behielt er bis März 1863. Damals war er auch um die Vorgänge der Absetzung von Territorialgouverneur Stephen S. Harding verwickelt.
Bei den Kongresswahlen des Jahres 1862 wurde Kinney zum Delegierten des Utah-Territoriums im US-Repräsentantenhaus gewählt, wo er am 4. März 1863 die Nachfolge von John Milton Bernhisel antrat. Da er sich 1864 nicht um eine Wiederwahl bewarb, schied er am 3. März 1865 wieder aus dem Kongress aus.

## Weiterer Lebenslauf
Nach seiner politischen Tätigkeit in Washington zog John Kinney wieder nach Nebraska City, wo er erneut als Rechtsanwalt arbeitete. Im Jahr 1867 wurde er von Präsident Andrew Johnson mit einer diplomatischen Reise zu den Sioux beauftragt. Zwischen 1884 und 1889 war Kinney Beauftragter der Bundesregierung für den Umgang mit den Yankton-Sioux-Indianern. Im Jahr 1889 zog John Kinney nach San Diego in Kalifornien. Dort war er im Jahr 1896 Parteivorsitzender der Demokraten. Bei den Präsidentschaftswahlen dieses Jahres brachte er seinen Bezirk, das San Diego County, auf die Seite des demokratischen Bewerbers William Jennings Bryan, der aber bundesweit William McKinley unterlag. John Kinney war zweimal verheiratet und verbrachte seine letzten Lebensjahre wieder in Salt Lake City. Die Stadt Beatrice wurde nach einer Tochter von ihm benannt.